# Clyst St. Mary
Clyst St. Mary är en by och en civil parish i East Devon i Devon i England. Orten har 590 invånare (2001). Byn nämndes i Domedagsboken (Domesday Book) år 1086, och kallades då Cliste/Clista.